# Coffea arabica
Coffea arabica este o specie de arbore de cafea originar indigenă din munții din sud-vestul Etiopiei. De asemenea, este cunoscută sub numele de „arborele de cafea din Arabia”, „cafea montană” sau „cafea arabică”. Coffea arabica este considerată a fi prima specie de cafea care a fost cultivată, fiind cultivată în sud-vestul Etiopiei de mai bine de 1.000 de ani.
Arabica deține un conținut mai scăzut de cofeină, între 0,8 și 1,4%, și este recunoscută ca fiind superioară calitativ soiului Coffea canephora (Robusta). Arabica are o aromă delicată și rafinată, puțin acidă, cu un gust pregnant de caramel.

## Descriere
Plantele sălbatice cresc până la 9 - 12 metri înălțime, având un sistem de ramificare deschis. Frunzele sunt opuse, alungite, având 6 – 12 cm lungime și 4 – 8 cm lățime, de culoare verde închis, lucioase. 
Florile sunt albe, au 10–15 mm în diametru și cresc în grupuri axilare. 
Fructul este o drupă (deși de obicei este numit „cireșe” la plural), are 10–15 mm în diametru, inițial este verde, la maturare devine roșu aprins și în cele din urmă devine purpuriu. Fructul conține de obicei două semințe (boabele de cafea).

## Răspândire și habitat
Deși inițial creștea doar în zonele muntoase din sud-vestul Etiopiei, Coffea arabica se găsește acum rar în starea sa nativă, multe populații părând a fi copaci nativi amestecați cu cei plantați de om, lucru comun deoarece Coffea arabica este un arbust care crește sub frunzișul altor arbori. Planta a fost, de asemenea, recuperată de pe Platoul Boma din Sudanul de Sud. Coffea arabica crește și pe Muntele Marsabit din nordul Kenyei, dar nu este clar dacă este cu adevărat nativă sau naturalizată.

## Soiuri
Coffea arabica are mai mult de două sute de soiuri diferite, fiecare cu caracteristici unice. Unele dintre cele mai cunoscute sunt:

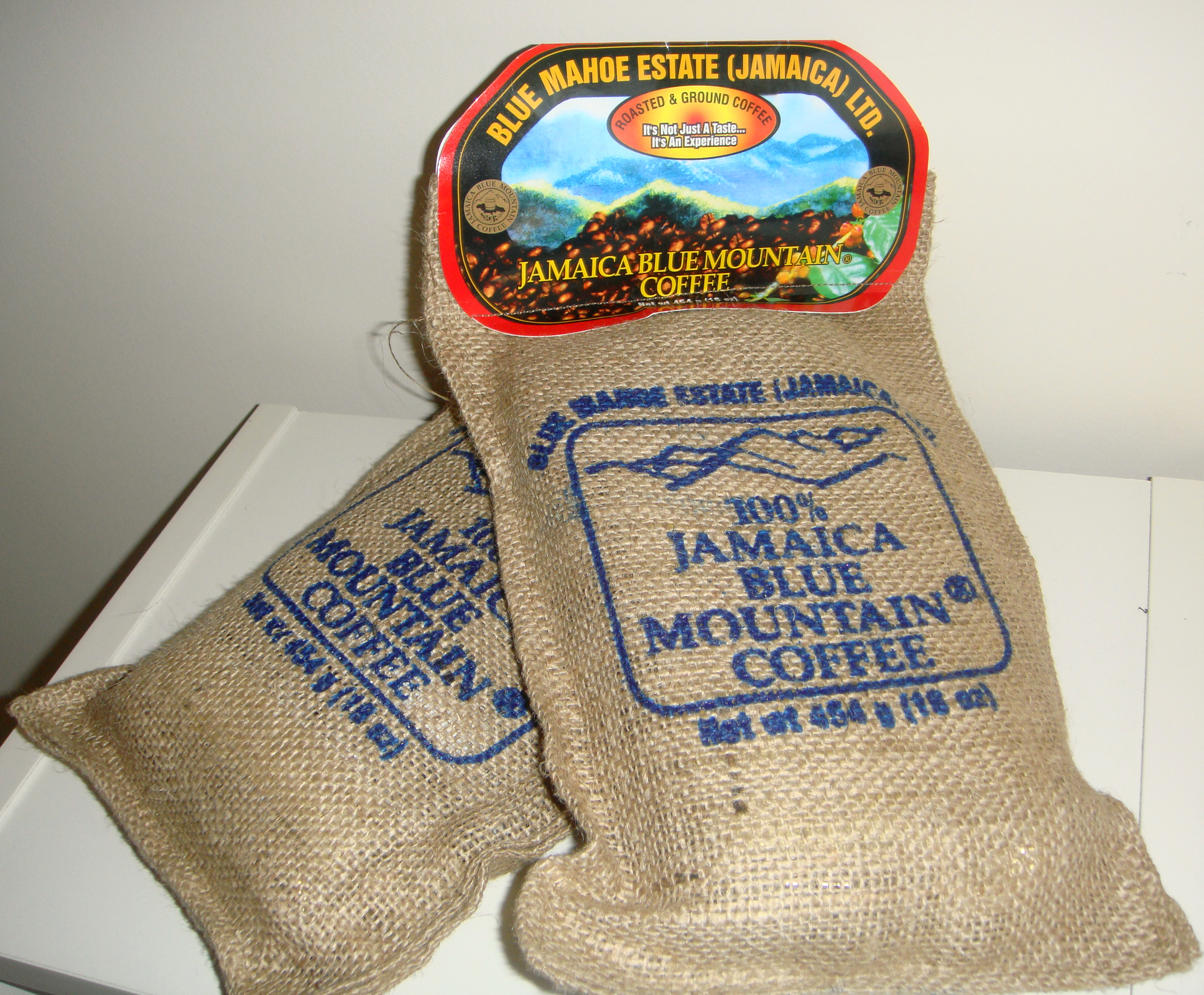
Jamaica Blue Mountain

- Blue Mountain, din regiunea Munților Albaștri, Jamaica; este o cafea de mare reputație, cu un preț foarte mare de piață (prețul de vânzare cu amănuntul se apropie de 100 €/kg)

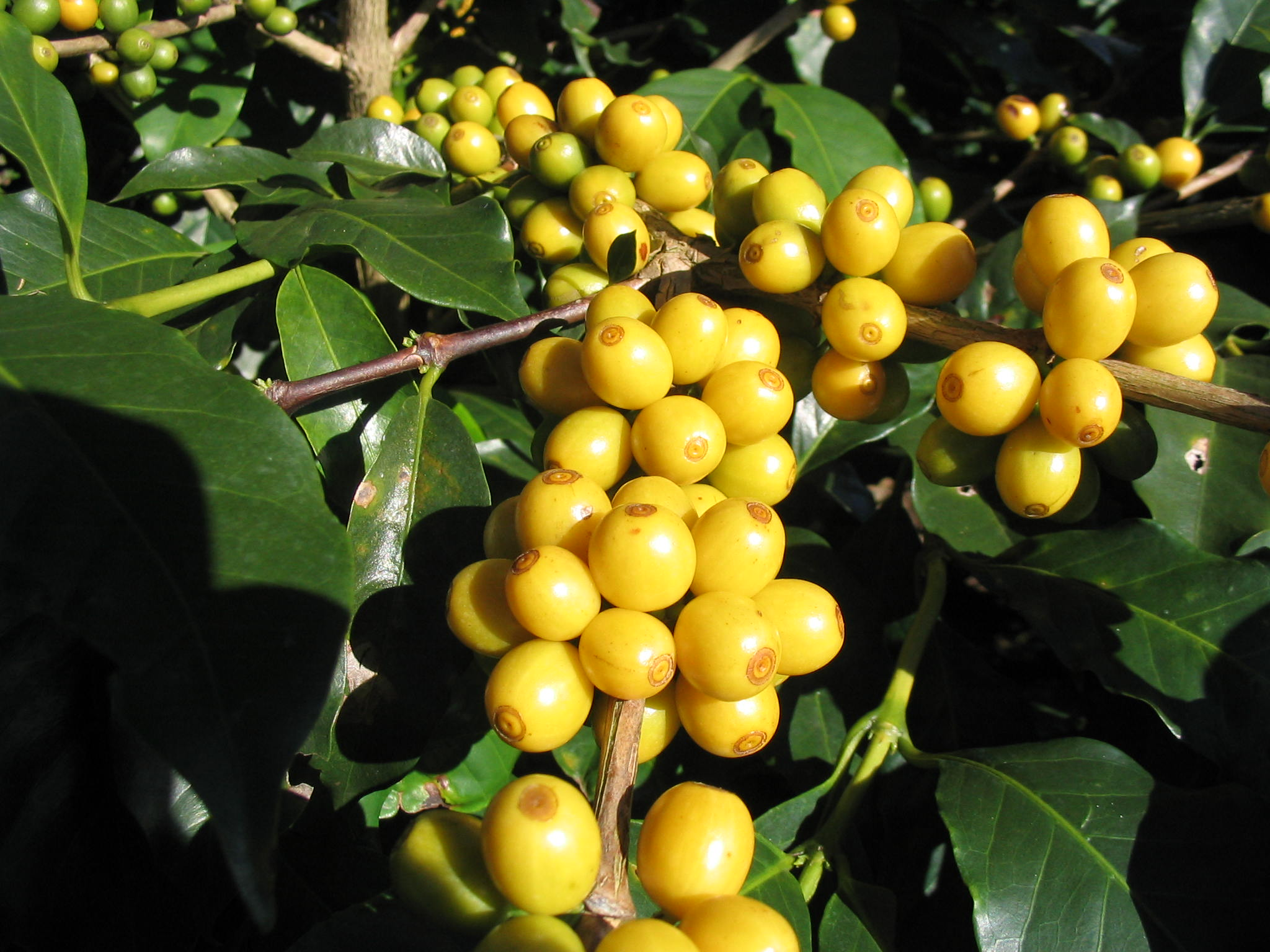
Soiul Bourbon

- Bourbon Sharp, cultura este în insula Réunion, Guadelupa și Noua Caledonie
- Cattura, o mutație de Bourbon
- Gayo, produsă in provincia Aceh din nordul Sumatrei, cu aciditate scăzută și gust ușor amărui
- Harrar, în regiunea Harar, Etiopia, renumită pentru aromele complexe, de fructe și de flori
- Huehuetenango, cultivat la peste 1500 m la nord de Guatemala
- Java, insula Java,  Indonezia
- Kenya AA, este un grad de calitate în sistemul de rating din Kenya
- Kona, cultivate pe pantele muntelui Hualalai, în Kailua Kona, Hawaii
- Kontir Wild Forest, din zona Djimmah, Etiopia, la o altitudine de 1400-1600 m
- Maragogype (Brazilia), boabele de acest soi sunt două-trei ori mai mari decât cele tradiționale
- Mocca, după numele orașului Mocha, Yemen, cel mai vechi port de comerț cu cafea
- Mundo Novo, un hibrid între Bourbon și o varietate de Sumatra
- Oaxaca, cultivate în sudul Mexicului, între care se disting Pluma, cu aromă de ciocolată și El Olivo culoare verde-albăstruie
- Peaberry, cultivate pe pantele muntelui Kilimanjaro, Tanzania
- Tarazu, valea Tarrazu, în zonele muntoase în apropiere de San José, Costa Rica
- Toraja, varietate indoneziană din insulele Sulawesi, cu aromă distinctă, florală
- Uganda, varietate africană, purtând și numele de bugisha
- Kalossi Toraja, zonele muntoase din Sulawesi
- Winy, originară din Kenya, a cărei aroma amintește de vinul roșu
- Yirgacheffe, în imediata apropiere a orașului Yirgacheffe, provincia Sidamo, Etiopia
- Yrgacheffe, varietate din Etiopia
- Zimbabwe, regiunea Chipinge, la granița cu Mozambic, considerată echivalentă cu cele mai bune soiuri din Kenya, în special pentru aromă, similară vinului roșu. [2][3]

## Cultivare

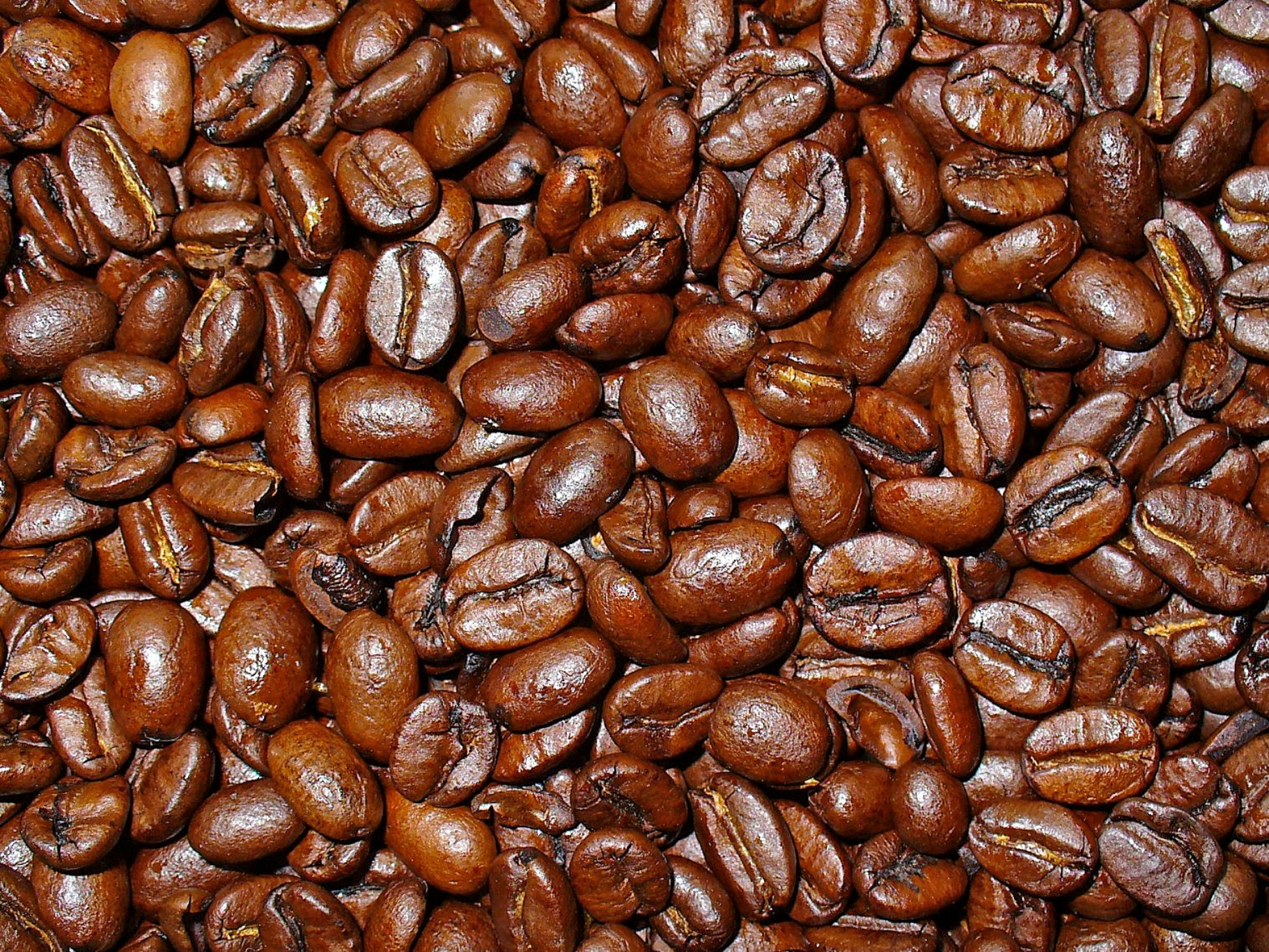
Boabe de cafea arabica

Coffea arabica ocupă 75-80 la sută din producția totală de cafea din lume.
Arabica este cultivată cu preponderență în America Centrală (Mexic, Guatemala, El Salvador, Nicaragua, Costa Rica, Panama), America de sud (Venezuela, Columbia, Ecuador, Peru, Bolivia, Paraguay, Argentina), Africa (Etiopia, Kenya, Tanzania, Zambia, Mozambique), precum și Asia (India, Indonezia, Noua Guinee).
C. arabica este dificil de cultivat și de obicei între 1000 și 2000 m altitudine, deși există plantații și mai jos până la nivelul mării dar și la altitudini mai mari de până la 2.800 de metri.
Planta poate tolera temperaturi scăzute, dar nu și înghețul. Cel mai bine crește la o temperatură medie între 15 și 24°C. Soiurile predominant comerciale cresc doar până la circa 5 m. Se maturizează pe deplin în 7 ani.
Arbuștii Arabica produc 500 - 700 g de cafea verde pe arbust în fiecare an.
Pe insula Java, arborii sunt plantați în orice moment al anului și sunt recoltați pe tot parcursul anului. În unele zone din Brazilia, cu toate acestea, sunt recoltați doar în timpul iernii. Plantele sunt vulnerabile la temperatură scăzută și la soluri cu pH scăzut, de asemenea, sunt mult mai vulnerabile la dăunători decât C. robusta.
Arborii de cafea Gourmet sunt aproape exclusiv de înaltă calitate, soiuri ușoare de cafea arabica, și printre cele mai cunoscute boabe de cafea arabica din lume sunt cele de la Jamaican Blue Mountain, Colombian Supremo, Tarrazú, Costa Rica, Guatemalan Antigua, și Etiopian Sidamo. Espresso este făcută în mod obișnuit dintr-un amestec de boabe arabică și boabe robusta.

## Utilizare
Cea mai mare valoare medicinală o au boabele. Sunt folosite însă și frunzele și coaja. Modul de preparare al boabelor: decoct și infuzie.
Substanțe active importante: cofeină și tanin. Pe lângă bine-cunoscutul efect tonic al sistemului nervos central, cafeaua are și efect diuretic, îmbunătățește circulația sângelui, dilată căile respiratorii. Cafeaua combate astenia și are influență pozitivă în cazul bolilor infecțioase.
Are efecte diferite în funcție de consumator, poate provoca insomnie și agitație, în timp ce alte persoane dorm chiar mai bine după consumul de cafea.